# Finlands föräldraförbund
Finlands föräldraförbund (finska: Suomen Vanhempainliitto, ursprungligen Kotikasvatusyhdistys) är en finländsk samarbetsorganisation för föräldraföreningar vid daghem, grundskolor, gymnasier och yrkesskolor, systerorganisation till Hem och Skola i Finland.
Organisationen har verksamhet på finska i Finland samt bland den sverigefinska befolkningen. Den samarbetar med svenskspråkiga Hem och Skola i Finland.
Finlands föräldraförbund grundades 1907. Det nuvarande namnet antogs 1995. 
Organisationen strävar efter att främja ömsesidigt samarbete mellan föräldrar, lärare och andra aktörer inom skolsektorn samt tar speciellt upp föräldrarnas synpunkter i frågor som berör undervisning och uppfostran. Förbundet bistår sina medlemsföreningar genom utbildning, rådgivning och information om aktuella frågor. Drygt 1.200 föreningar som representerar omkring 200.000 föräldrar hör till förbundet.